# Traquinoidis
Els traquinoidis (Trachinoidei) són un subordre de peixos teleostis de l'ordre Perciformes. Tenen el cos generalment una mica allargat i comprimit, la majoria viuen sobre el fons marí on es camuflen.

## Sistemàtica
Existeixen tretze famílies enquadrades en aquest subordre:
- Família Ammodytidae - Ammodítids
- Família Champsodontidae
- Família Cheimarrhichthyidae
- Família Chiasmodontidae - Quiasmodòntids
- Família Creediidae
- Família Leptoscopidae
- Família Percophidae
- Família Pholidichthyidae
- Família Pinguipedidae - Pinguipèdids
- Família Trachinidae - Traquínids
- Família Trichodontidae - Areners
- Família Trichonotidae
- Família Uranoscopidae - Uranoscòpids

## Imatges

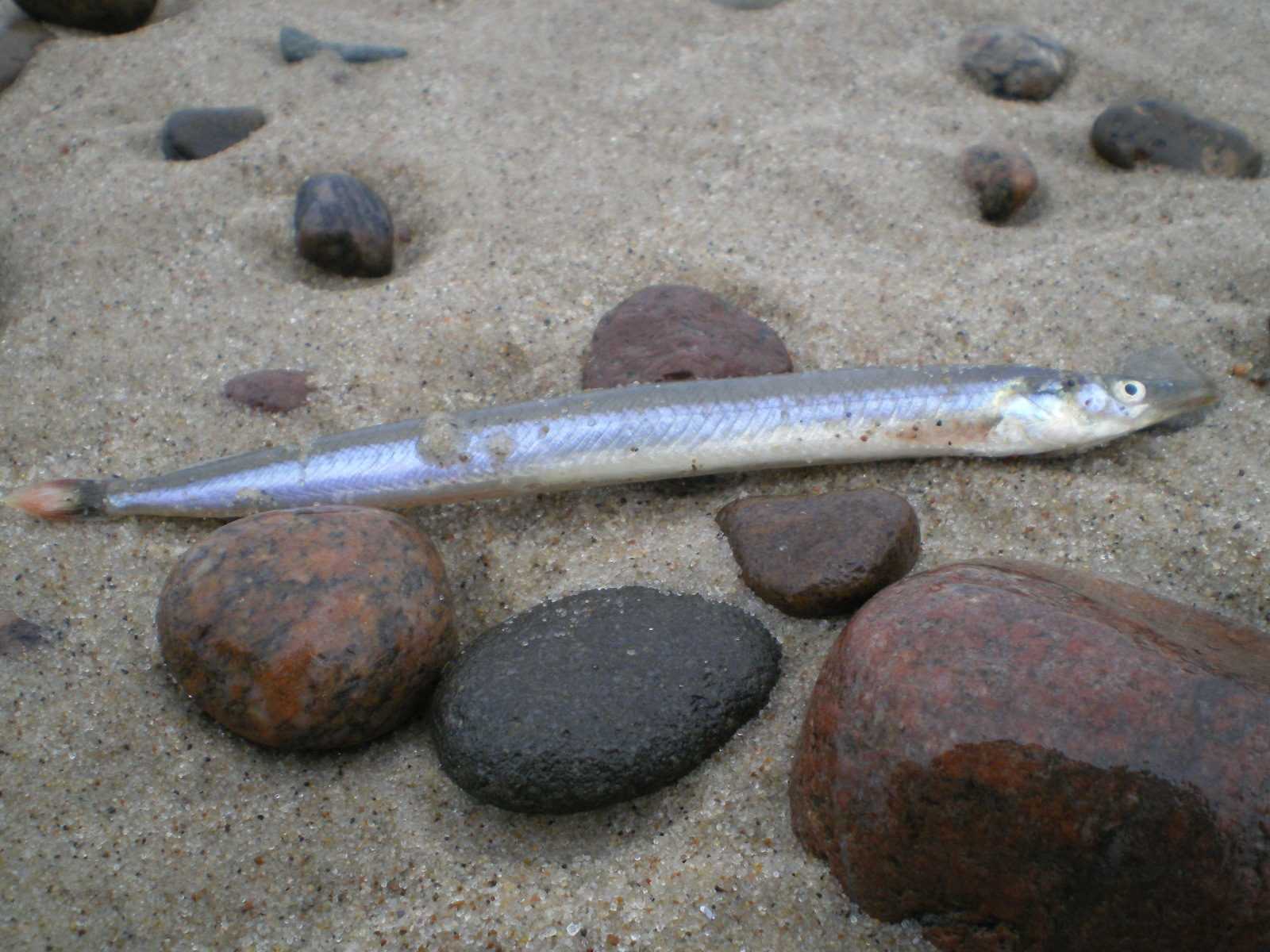
Ammodítid
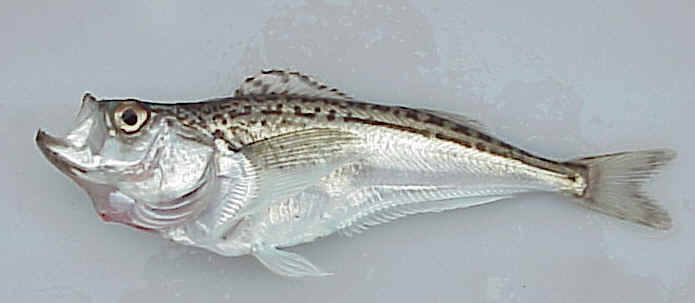
Arener
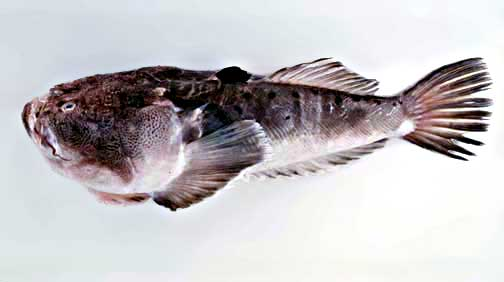
Uranoscòpid